# Мидвест-эмо
Мидвест-эмо (англ. Midwest emo) или эмо Среднего Запада — эмо-сцена и/или поджанр, развившийся в 1990-х годах на Среднем Западе США. Используя нетрадиционные вокальные стили, отличительные гитарные риффы и арпеджированные мелодии, эмо-группы Среднего Запада отошли от хардкор-панк-корней жанра и обратились к инди-року и мат-роковым подходам. По словам автора и критика Энди Гринвальда, «это был период, когда эмо заслужило многие, если не все, стереотипы, которые сохранились и по сей день: ведомая мальчиками, носящая очки, чрезмерно чувствительная, чрезмерно мозговитая, ведомая звенящей гитарой студенческая музыка». Термин мидвест-эмо иногда используется взаимозаменяемо с эмо второй волны (англ. second-wave emo). Несмотря на то, что название подразумевает это, мидвест-эмо относится не только к группам и исполнителям со Среднего Запада США, этот стиль популярен по всей территории США и за рубежом.

## Характеристики
По словам критика Chicago Reader Леора Галила, группы эмо Среднего Запада «преобразовали угловатую ярость вашингтонского эмо в нечто пластичное, мелодичное и катарсическое — его общими чертами были циклические гитарные партии, пыхтящие басовые линии и нетрадиционное пение, которое звучало как пение милого соседского ребенка без вокальной подготовки, но с большим сердцем».
Включая элементы инди-рока, жанр также характеризуется «мрачными аккордовыми прогрессиями» и арпеджированными гитарными мелодиями. Эмо Среднего Запада также обычно ассоциируется с использованием элементов мат-рока. Гитарист Texas Is the Reason Норман Брэннон заявил, что альбомы 1993 года The Problem with Me группы Seam, In on the Kill Taker группы Fugazi и On the Mouth группы Superchunk оказали особое влияние на развитие эмо Среднего Запада и были «проверены каждой известной мне эмо-группой второй волны». Постхардкор-группа Jawbox также повлияла на звучание мидвест-эмо, будучи упомянутой в качестве источника вдохновения такими группами, как Braid, Elliott и The Jazz June.
Определенные черты мидвест-эмо оказались легкосплавными с другими жанрами андеграундной независимой музыки. Группы эмо-ривайвла, включая The World Is a Beautiful Place & I Am No Longer Afraid to Die, смешали звучание эмо Среднего Запада с такими жанрами, как построк и оркестровая музыка. Другие коллективы, включая Patterns Make Sunrise, The Pennikurvers и Everyone Asked About You, внесли элементы тви-попа и инди-попа в звучание мидвест-эмо. Это оказало влияние на вышеупомянутую сцену эмо-ривайвла, с такими группами, как Dowsing и Empire! Empire! (I Was a Lonely Estate), которые использовали аналогичный подход.

## История

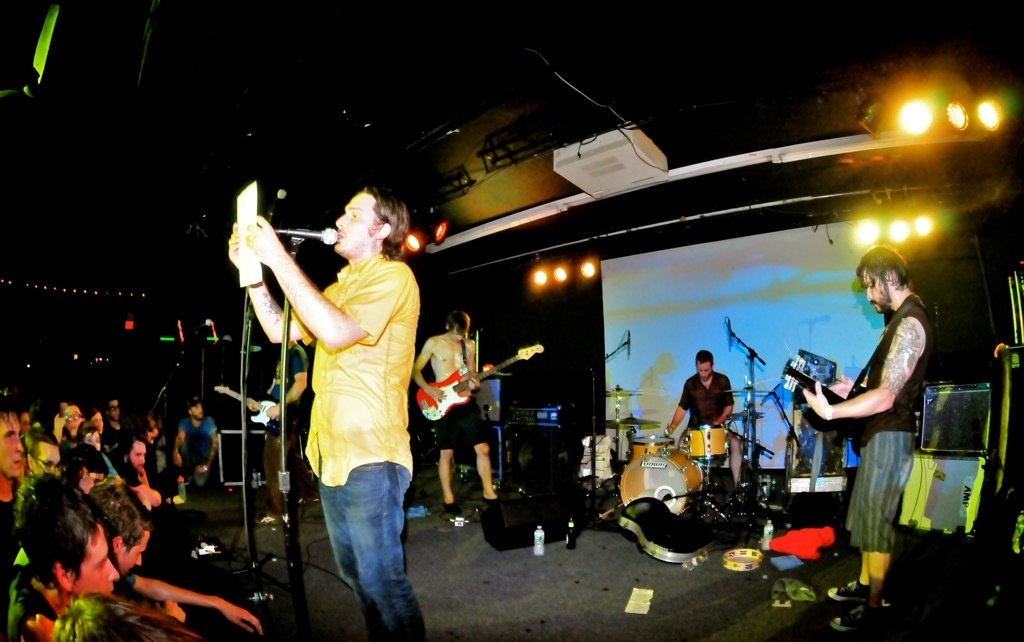
Cap’n Jazz в 2010 году.

Эмо-сцена Среднего Запада стала популярной в середине 1990-х годов благодаря таким группам, как American Football, Chamberlain, the Promise Ring, Cap’n Jazz, Cursive, Rainer Maria, Mineral и The Get Up Kids. Группа Braid считается важным исполнителем, продвигающим звучание мидвест-эмо по всем Соединенным Штатам. Некоторые исполнители, практикующие это звучание, изначально не были выходцами со Среднего Запада США, например, Sunny Day Real Estate из Вашингтона, а Mineral из Техаса.
Мидвест-эмо пережило заметное возрождение в конце 2000-х и начале 2010-х годов благодаря таким лейблам, как Count Your Lucky Stars Records, а также таким группам, как CSTVT, Oliver Houston, Camping in Alaska, Into It. Over It., Algernon Cadwallader, Snowing и Joie De Vivre.
В 2020-х годах мидвест-эмо стало мемом на TikTok, где появились видеоролики, пародирующие стилистику жанра. Это включает в себя использование длинных названий, отношений и низкое качество пения.